# 포가튼 러브
《포가튼 러브》(forgotten love)는 2020년 제작된 대한민국의 로맨스 영화이다.

## 출연진
- 이태란 - 여자 역
- 김승우 - 남자 역
- 이지하 - 여자 2 역
- 예지원 - 지원 역
- 고수희 - 수희 역
- 이건명 - 건명 역
- 윤다영 - 다영 역
- 이승연 - 승연 역
- 신강우 - 강우 역
- 김지오 - 소년 역
- 김수민 - 소녀 역
- 최나라 - 수희 친구 1 역
- 강주희 - 수희 친구 2 역
- 이윤신 - 어린 건명 역
- 이서현 - 어린 수희 역
- 박기훈 - 기훈 역
- 정민지 - 목격자 1 역
- 나도환 - 목격자 2 역
- 임영덕 - 목격자 3 역
- 이병오 - 이 작가 역
- 최호중 - 카페 주인 역
- 조창근 - 카페 손님 역

## 기타
- 제공 :  더 퀸, AMC